# Serenata núm. 9 (Mozart)
La Serenata per a orquestra núm. 9 en re major, K. 320, anomenada Serenata «Posthorn», és una composició de Wolfgang Amadeus Mozart escrita a Salzburg l'any 1779. El manuscrit data del 3 d'agost de 1779 i fou interpretada com a finalmusik d'unes cerimònies realitzades a la Universitat de Salzburg aquell mateix any.
La serenata està escrita per a dues flautes, un flautí, dos oboès, dos fagots, dues trompes, dues trompetes, un corn de posta, timbales i corda. La seva interpretació sol durar uns 45 minuts aproximadament.

## Estructura
Consta de set moviments:
1. Adagio maestoso - Allegro con spirito
2. Minuetto
3. Concertante: Andante grazioso, en sol major.
4. Rondeau: Allegro ma non troppo, en sol major.
5. Andantino, en re menor.
6. Minuetto - Trio I i II
7. Finale: Presto

Els moviments Concertante i Rondeau es caracteritzen per unes seccions concertants força prominents per a flauta i oboè.
El primer trio del segon minuet es caracteritza pel diàleg que es produeix entre el solo del flautí (o píccolo) i l'orquestra. El segon trio del segon minuet presenta un solo de corn de posta, detall que dona el seu sobrenom a la serenata.